# الساندرو لیگی
الساندرو لیگی (انگلیسی: Alessandro Ligi؛ زادهٔ ۷ نوامبر ۱۹۸۹) بازیکن فوتبال اهل ایتالیا است.
از باشگاه‌هایی که در آن بازی کرده‌است می‌توان به باشگاه فوتبال ویرتوس انتلا، باشگاه فوتبال پارما، باشگاه فوتبال باری، باشگاه فوتبال کروتونه، باشگاه فوتبال تریستیانا، باشگاه فوتبال چزنا، باشگاه فوتبال آولینو، و باشگاه فوتبال ویچنزا اشاره کرد.